# 小行星1050
小行星1050（1050 Meta）是一顆主帶小行星。這顆小行星是在1925年9月14日時，在德國海德堡的王座山天文台裡被天文學家卡爾·威廉·萊茵姆特發現，並給予臨時名稱1925 RC，而後被命名為女性名字“Meta”，但“Meta”與這件事毫無關聯。
1050 Meta的半長軸等於2.6250174 AU，離心率為0.1771394，升交點黃經為12.52147°。
小行星1049和小行星1050是同一天在同一個天文台由同一個人觀測到的。